# Kye Sun-hui
Kye Sun-hui (Koreaans: 계순희) (Pyongyang, 2 augustus 1979) is een Noord-Koreaans judoka.
Kye mocht als zestienjarige via een wildcard deelnemen aan de Olympische Zomerspelen 1996. Voor Kye was het haar eerste wedstrijd buiten Noord-Korea. Kye versloeg in de finale tot verrassing van iedereen de Japanse Ryoko Tamura. Tamura was al 84 wedstrijden ongeslagen. 
Kye stapte na deze spelen over naar een zwaardere klasse het halflichtgewicht. Bij haar tweede olympische optreden verloor ze in de halve finale van de Cubaanse Legna Verdecia en won vervolgens de strijd om het brons.
Kye werd in 2001 wereldkampioen in het halflichtgewicht. In 2003 stapte Kye over naar het lichtgewicht en werd ook datzelfde jaar wereldkampioen door het Duitse Yvonne Bönisch in de finale te verslaan. In 2004 haalde Kye de olympische finale die ze verloor van Bönisch. Kye is de enige judoka die olympische medailles heeft gewonnen in drie verschillende gewichtsklassen. Kye won in de finale van het wereldkampioenschap 2005 in de finale wederom van Bönisch. Kye won haar derde wereldtitel in 2007 door de Spaanse Isabel Fernández te verslaan. Kye verloor tijdens de Olympische Zomerspelen 2008 in de tweede ronde.

## Resultaten
- Olympische Zomerspelen 1996 in Atlanta  in het extra lichtgewicht
- Aziatische kampioenschappen judo 1997 in Manilla  in het halflichtgewicht
- Wereldkampioenschappen judo 1997 in Parijs  in het halflichtgewicht
- Aziatische kampioenschappen judo 1997 in Wenzhou  in het halflichtgewicht
- Aziatische Spelen 1998 in Bangkok  in het halflichtgewicht
- Wereldkampioenschappen judo 1999 in Birmingham  in het halflichtgewicht
- Olympische Zomerspelen 2000 in Sydney  in het halflichtgewicht
- Wereldkampioenschappen judo 2001 in München  in het halflichtgewicht
- Aziatische Spelen 2002 in Busan  in het halflichtgewicht
- Wereldkampioenschappen judo 2003 in Osaka  in het lichtgewicht
- Olympische Zomerspelen 2004 in Athene  in het lichtgewicht
- Wereldkampioenschappen judo 2005 in Caïro  in het lichtgewicht
- Wereldkampioenschappen judo 2007 in Rio de Janeiro  in het lichtgewicht
- Olympische Zomerspelen 2008 in Peking 15e in het lichtgewicht

1992: Cécile Nowak ·
1996: Kye Sun-hui ·
2000: Ryoko Tamura ·
2004: Ryoko Tani ·
2008: Alina Dumitru · 
2012: Sarah Menezes · 
2016: Paula Pareto · 
2020: Distria Krasniqi · 
2024: Natsumi Tsunoda